# Municipio de Nikola Kozlevo
El municipio de Nikola Kozlevo (búlgaro: Община Никола Козлево) es un municipio búlgaro perteneciente a la provincia de Shumen.
En 2011 tiene 6100 habitantes, el 47,26% turcos, el 21,3% búlgaros y el 19,28% gitanos. La capital es Nikola Kozlevo y la localidad más poblada es Valnari.
Comprende un área rural en la esquina nororiental de la provincia.

## Pueblos
| Pueblo         | Cirílico       | Población (diciembre de 2009) |
| -------------- | -------------- | ----------------------------- |
| Nikola Kozlevo | Никола Козлево | 789                           |
| Harsovo        | Хърсово        | 370                           |
| Karavelovo     | Каравелово     | 357                           |
| Krasen Dol     | Красен дол     | 143                           |
| Kriva Reka     | Крива река     | 485                           |
| Pet Mogili     | Пет могили     | 1097                          |
| Ruzhitsa       | Ружица         | 320                           |
| Tsani Ginchevo | Цани Гинчево   | 419                           |
| Tsarkvitsa     | Църквица       | 629                           |
| Vekilski       | Векилски       | 94                            |
| Valnari        | Вълнари        | 1678                          |
| Total          |                | 6381                          |